# Harry van der Meer
Henricus (Harry) Antonius Wilhelmus van der Meer (Veenendaal, 30 oktober 1973) is een voormalige Nederlandse waterpolospeler.
Van der Meer nam als waterpoloër deel aan de Olympische Spelen van 1992, 1996 en van 2000. Hij eindigde hiermee met het Nederlands team op de negende (1992), tiende (1996) en elfde (2000) plaats.
Van der Meer speelde professioneel waterpolo in Italië. Om zijn club tegemoet te komen kreeg hij in 2002 een Italiaans paspoort. Hierdoor kon hij niet meer uitkomen voor het Nederlands waterpoloteam. Van der Meer vocht deze beslissing van de immigratiedienst aan, maar op 21 december 2005 verloor hij deze rechtszaak. In 2012 beëindigde hij zijn waterpolocarrière.
Marc van Belkum · 
Bert Brinkman · 
Arie van de Bunt · 
Robert Havekotte · 
Koos Issard · 
John Jansen · 
Gijs van der Leden · 
Harry van der Meer · 
Hans Nieuwenburg · 
Remco Pielstroom · 
John Scherrenburg · 
Jalo de Vries · 
Jan Wagenaar
Arie van de Bunt · 
Gert de Groot · 
Arno Havenga · 
Koos Issard · 
Bas de Jong · 
Niels van der Kolk · 
Marco Kunz · 
Harry van der Meer · 
Hans Nieuwenburg · 
Joeri Stoffels · 
Eelco Uri · 
Wyco de Vries
Marco Booij · 
Bjørn Boom · 
Bobbie Brebde · 
Matthijs de Bruijn · 
Arie van de Bunt · 
Arno Havenga · 
Bas de Jong · 
Harry van der Meer · 
Gerben Silvis · 
Kimmo Thomas · 
Eelco Uri · 
Niels Zuidweg